# La Meuse 3252
La Meuse 3252 is een Nederlandse stoomlocomotief van de klasse Cn2t (0-6-0T). Cn2t staat voor een normaalsporige stoomlocomotief met de asindeling type C (0-6-0), met twee cilinders aangedreven door verzadigde stoom, en zonder tender. De locomotief heeft een B-status in het Nationaal Register Mobiel Erfgoed, omdat zij representatief is voor de stoomlocomotieven van Belgisch fabricaat en vormgeving (laag en met lange waterbakken) die in Nederland gebruikt werden bij diverse industriële bedrijven.

## Geschiedenis
In 1929 werd de locomotief gebouwd door Ateliers de construction de La Meuse te Luik voor de Nederlandse Stikstof Maatschappij (NSM), gevestigd in Sluiskil. In totaal bouwde La Meuse 46 locomotieven van dit type. Bij de NSM werd ze als de NSMS 1 gebruikt om wagens te rangeren op het fabrieksterrein. Bij de kunstmestfabriek werd kunstmest gemaakt op basis van stikstof. In 1971 werd de locomotief uit dienst genomen.
In 1972 werd de NSMS 1 verkocht aan de Museum Buurtspoorweg (MBS), waar ze werd opgenomen in de collectie als de MBS 5. Later dat jaar werd de loc geruild met de Tramweg-Stichting (TS) voor het vierassige lokaalspoorrijtuig TS C405 (opgenomen als MBS C905), oorspronkelijk van de HSM.
De TS bracht de loc als SHM 5 met de naam Sluiskil onder bij de Museumstoomtram Hoorn-Medemblik (SHM). Het museum gebruikt de locomotief voornamelijk voor de zware en lange boottrams. Hoewel de machine niet bestemd was voor de Nederlandse stoomtramlijnen, is ze qua grootte en type hiervoor zeer geschikt. In 1991 onderging de locomotief een grote revisie in de werkplaats van de SHM. Hierbij werd onder meer een nieuwe stoomketel geïnstalleerd. Ook werd de loc blauw geschilderd, vergelijkbaar met de stoomtramlocomotieven van de Maas-Buurtspoorweg in Noord-Limburg. In 1999 werd de naam Sluiskil gewijzigd in Enkhuizen, om de relatie van de SHM met deze gemeente te benadrukken.
In 2012 onderging de SHM 5 opnieuw een grote revisie, waarbij onder andere de waterbakken zijn vernieuwd en de vlampijpen zijn vervangen. In 2019 is de locomotief aangepast voor proefstoken op biobrandstof, om het verschil in prestatie te vergelijken met steenkool.
In 2021 kwam de loc voor twee maanden in bruikleen bij de Stoomtrein Goes-Borsele (SGB), die tijdelijk behoefte had aan een reservelocomotief.